# 22788 von Steuben
22788 von Steuben este un asteroid din centura principală de asteroizi.

## Descriere
22788 von Steuben este un asteroid din centura principală de asteroizi. A fost descoperit pe 15 mai 1999 la Stația Anderson Mesa în cadrul programului LONEOS. Asteroidul prezintă o orbită caracterizată de o semiaxă mare de 2,45 ua, o excentricitate de 0,21 și o înclinație de 8,5° în raport cu ecliptica.